# 拉瓦尔品第
拉瓦尔品第（乌尔都语：راولپنڈی‬）位于巴基斯坦博德瓦尔高原，是旁遮普省的一座城市，隶属于拉瓦尔品第县，人口3,252,123人（2008年資料），为巴基斯坦主要工商业城市。该城市毗邻首都伊斯兰堡，距拉合爾275公里，现为巴武装部队总部所在地。2007年12月27日，巴基斯坦前總理贝·布托在拉瓦爾品第出席完一個支持者集會後遭兇徒開槍及引爆炸彈，送院後不治。

## 參看
- 穆里：昔日的夏都